# Abderazak Jadid
Abderazak Jadid (arab. ‏عبد الرزاق جديد‎, ur. 1 czerwca 1983 w Al-Fakih Bin Salih) – marokański piłkarz występujący na pozycji pomocnika.

## Kariera piłkarska
Abderazak Jadid urodził się w Al-Fakih Bin Salih w Maroku. W wieku 5 lat przeniósł się z rodziną do Włoch. Grał w juniorskich drużynach US Calcinato i Brescii Calcio. W seniorskiej piłce debiutował jako gracz AC Lumezzane w Serie C1, gdzie był wypożyczony. Potem trafiał na tej samej zasadzie do Pisa Calcio, Pescara Calcio i AS Bari. Sezon 2008/09 był jego ostatnim w barwach Brescii, w której w Serie A rozegrał 12 meczów.
18 października 2009 związał się z Salernitana Sport. Tutaj w Serie B rozegrał 20 meczów i strzelił jednego gola. 28 sierpnia 2010 Jadid podpisał kontrakt z Parma FC. W barwach tego zespołu rozegrał 10 spotkań w Serie A. W międzyczasie został wypożyczony do belgijskiego KAS Eupen.